# Ugadi
Ugadi (kannada: ಯುಗಾದಿ, telugu: ఉగాద) – święto hinduskie, obchodzone w indyjskich stanach Karnataka i Andhra Pradesh oraz na Mauritiusie. Nazwa pochodzi od sanskryckich słów juga (epoka) i adi (początek), a więc dosłownie „początek nowego roku”. Tego samego dnia w stanie Maharasztra obchodzone jest święto noworoczne pod nazwą Gudhi padwa, zaś w Sindhu nosi ono nazwę Ćeti ćand.

## Zwyczaje związane z ugadi
Obowiązkowe są wystawne uczty obejmujące całą dalszą rodzinę. Dzień ten zaczyna się od specjalnej rytualnej kąpieli z użyciem oleju i modlitw. Istnieje tradycyjna potrawa noworoczna, zwana ఉగాది పచ్చడి (ugadi panćadi) w telugu i ಬೇವು-ಬೆಲ್ಲ (bevu bella) w kannada, do której wykorzystuje się składniki o sześciu różnych, symbolicznych smakach.